# Виноградова Ніна Георгіївна
Ніна Георгіївна Виноградова (30 травня 1928 — 10 березня 1997, Москва) — радянський і російський океанолог, фахівець з глибоководної фауни океану, співробітниця Інституту океанології імені П. П. Ширшова Російської Академії наук.

## Життєпис
Ніна Виноградова народилася 30 травня 1928 року. Навчалася на біологічному факультеті Московського державного університету. Ще будучи на 2-му курсі, брала участь в роботі Біломорсько біологічної станції в Кандалакській затоці. Брала участь в експедиції на Каспійське море. У 1949 році брала участь в 1-й експедиції в Охотське море на науково-дослідному судні «Витязь» під керівництвом Лева Зенкевича. Роботи, проведені в Охотському і Беринговому морях (2-й і 5-й рейси «Витязя»), в затоці Шеліхова і в Анадирській затоці увійшли до її дипломної роботи.
Після закінчення МДУ в 1951 році вступила до аспірантури Інституту океанології (ІОАНН). У 1953 році брала участь в глибоководному 14-му рейсі «Витязя» в Курило-Камчатську западину, де вивчалася глибоководна фауна океану і були зібрані дані про тисячі глибоководних видів. У 1955 році захистила кандидатську дисертацію по глибоководної біогеографії під керівництвом Л. О. Зенкевича. Працювала науковим співробітником Інституту океанології.
Брала участь в десятці великих експедиціях в Тихий і Індійський океани та в Антарктику. У 1979 році стала завідувачкою кабінету глибоководної фауни. Займалася проблемами біологічної структури Океану. У 1995 році брала участь в експедиції в Норвезьке море, яка стала її останньою експедицією.
Авторка понад 130 наукових праць.
Ніна Виноградова померла 10 березня 1997 року.

## Наукова робота
Ніна Виноградова досліджувала головним чином глибоководну фауну океану. Виявила фундаментальні закономірності зв'язку вертикального і горизонтального поширення глибоководних видів і створила першу зоогеографічну карту абіссалі океану.
Сформулювала «правило спрощення широтної зональності» зі збільшенням глибини. Виявила, що діапазони вертикального поширення глибоководних видів позитивно корелюють з розміром їх ареалів. Разом з Гергієм Бєляєвим створила схему біогеографічного районування абіссалі і ультраабіссалі Світового океану, прийняту в радянській науці.
Крім фундаментальних питань біології спеціалізованих на дослідженні асцидій, перш за все глибоководних. Описала кілька десятків нових видів асцидій, кілька родів, таких як незвичайна мішкоподібна Situla pelliculosa з Курило-Камчатської западини або Cnemidocarpa zenkevitchi з Антарктиди.

## Родина
- Чоловік — біолог Михайло Євгенович Виноградов (1927—2007), дійсний член (академік) РАН у Відділенні океанології, фізики атмосфери і географії РАН (1990), заступник директора Інституту океанології імені П. П. Ширшова РАН.
- Син — біолог Георгій Михайлович Виноградов, кандидат біологічних наук, співробітник Інституту океанології імені П. П. Ширшова РАН[1] .

## Основні праці
- Виноградова Н. Г. Зоогеографічне районування абіссалі Світового океану // Докл. АН СРСР. 1956. Т. 111, № 1. С. 195—198.
- Vinogradova NG 1958. On the finding of a new ascidian species — Cnemidocarpa zenkevitchi in the fjord of the Banger Oasis (Antarctic). Zoologycheskyi Zhurnal, 37 (9): 1375—1379 (in Russian).
- Vinogradova NG The zoogeographical distribution of the deep-water bottom fauna in the abyssal zone of the ocean // Deep-Sea Res. 1 959. Vol. 5, N 3. P. 205—208.
- Vinogradova NG тисяча дев'ятсот п'ятьдесят дев'ять. The geographical distribution of the deep-water bottom fauna in the abyssal zone of the ocean . Deep-Sea Research, 5: 205—208.
- Vinogradova NG Vertical zonation in the distribution of the deep -sea benthic fauna in the ocean // Deep-Sea Res. Тисячу дев'ятсот шістьдесят два. Vol. 8, N 3/4. P. 245—250.
- Vinogradova NG тисяча дев'ятсот шістьдесят два. Ascidiae simplices of the Indian part of the Antarctic . Exploration of the fauna of the seas I (IX): Biological results of the Soviet Antarctic expedition (1955—1958), 1. IzdatelstvoAN SSSR, Moscow & Leningrad. P. 196—215 (in Russian, many new species).
- Vinogradova NG тисяча дев'ятсот шістьдесят два. Some problems of the study of deep-sea bottom fauna. J. of the Oceanographic Soc.of Japan, 20th Anniv. Volume. P. 724—741.
- Vinogradova NG 1969. On the finding of a new aberrant ascidian in the ultraabyssal of the Kurile -Kamchatka Trench. Byulleten Moskovskogo Obshchestva Ispytatelej Prirody, Seria Biologicheskaya, 74 (3): 27-43 (in Russian, Situla pelliculosa gen. Et sp. Nov.).
- Vinogradova NG 1969. The geographical distribution of the deep-sea bottom fauna. In: LAZenkevitch [Ed.]. The Pacific Ocean: Biology of Pacific Ocean. Book II: Deep-sea bottom fauna; pleuston. Nauka, Moscow. P. 154—181 (in Russian).
- Виноградова Н. Г. Вертикальний розподіл глибоководної донної фауни // Глибоководна донна фауна: Плейстон / під ред. Л. А. Зенкевича. М. : Наука, 1969. С. 129—153. (Тихий океан. Т. 7 Біологія Тихого океану; кн. 2.)
- Виноградова Н. Г. Географічне поширення глибоководної донної фауни // Глибоководна донна фауна: Плейстон / під ред. Л. А. Зенкевича. М. : Наука, 1969. С. 154—181. (Тихий океан. Т. 7 Біологія Тихого океану; кн. 2.)
- Vinogradova NG 1970. Наступні Deep-sea ascidians of the genus Culeolus from the Kurile -Kamchatka Trench. Trudy Instituta Okeanologii AN SSSR, 86: 489—512 (in Russian).
- Vinogradova NG 1975. On the discovery of two new species of an aberrant deep -water ascidian genus Situla in the South-Sandwich Trench. Trudy Instituta Okeanologii AN SSSR, 103: 289—306 (in Russian).
- Vinogradova NG 1976. Big face of the Ocean. Priroda, No 11. P. 94-105 (in Russian).
- Виноградова Н. Г. Фауна шельфу, материкового схилу і абіссалі // Біологія океану. М. : Наука, 1977. Т. 1 : Біологічна структура океану / під ред. М. Є. Виноградова. С. 178—198.
- Виноградова Н. Г. Донна фауна абіссалі і ультраабіссалі // Біологія океану. М. : Наука, 1977. Т. 1 : Біологічна структура океану / під ред. М. Є. Виноградова. С. 281—298.
- Vinogradova NG 1979. The geographical distribution of the abyssal and hadal (ultra-abyssal) fauna in relation to the vertical zonation of the Ocean . Sarsia. 64: 41-50.
- Vinogradova NG 1988. Tunicata, or Urochordata. In: RKPasternak [Ed.]. Life of the Animals, Vol. 2. Prosveshchenie, Moscow. P. 256—285 (in Russian).
- Vinogradova NG, Gebruk AV, Romanov VN 1993. Some new data on the Orkney Trench ultra abyssal fauna . In: Klekowski RZ, Opalinsky KW [Eds. ]. The 2nd Polish-Soviet Antarctic symposium. Dziekanow Lesny. P. 213—221.
- Vinogradova NG 1997. Zoogeography of the abyssal and hadal zones of the ocean . Adv. in Mar. Biol. 32 (32): 325—387.